# Кампањано ди Рома
Кампањано ди Рома (итал. Campagnano di Roma) је насеље у Италији у округу Рим, региону Лацио.
Према процени из 2011. у насељу је живело 7179 становника. Насеље се налази на надморској висини од 307 м.

## Становништво
| 1936. | 1951. | 1961. | 1971. | 1981. | 1991. | 2001. | 2011.  |
| ----- | ----- | ----- | ----- | ----- | ----- | ----- | ------ |
| 3.247 | 3.529 | 4.005 | 4.246 | 4.817 | 6.874 | 8.708 | 11.107 |